# Барбер (округ)
Ба́рбер (англ. Barber County) — округ в штате Канзас, США. Официально образован 26 февраля 1867 года. По состоянию на 2010 год, численность населения составляла 4 861 человек.

## География
По данным Бюро переписи США, общая площадь округа равняется 2 942,243 км2, из которых 2 937,063 км2 суша и 5,439 км2 или 0,200 % это водоёмы.

## Население
По данным переписи населения 2000 года в округе проживает 5 307 жителей в составе 2 235 домашних хозяйств и 1 510 семей. Плотность населения составляет 2,00 человека на км2. На территории округа насчитывается 2 740 жилых строений, при плотности застройки около 1,00-го строения на км2. Расовый состав населения: белые — 97,06 %, афроамериканцы — 0,38 %, коренные американцы (индейцы) — 0,58 %, азиаты — 0,09 %, гавайцы — 0,00 %, представители других рас — 0,89 %, представители двух или более рас — 1,00 %. Испаноязычные составляли 2,02 % населения независимо от расы.
В составе 28,70 % из общего числа домашних хозяйств проживают дети в возрасте до 18 лет, 58,70 % домашних хозяйств представляют собой супружеские пары проживающие вместе, 6,50 % домашних хозяйств представляют собой одиноких женщин без супруга, 32,40 % домашних хозяйств не имеют отношения к семьям, 29,90 % домашних хозяйств состоят из одного человека, 17,00 % домашних хозяйств состоят из престарелых (65 лет и старше), проживающих в одиночестве. Средний размер домашнего хозяйства составляет 2,35 человека, и средний размер семьи 2,91 человека.
Возрастной состав округа: 25,00 % моложе 18 лет, 5,80 % от 18 до 24, 23,20 % от 25 до 44, 24,50 % от 45 до 64 и 24,50 % от 65 и старше. Средний возраст жителя округа 43 лет. На каждые 100 женщин приходится 92,40 мужчин. На каждые 100 женщин старше 18 лет приходится 89,40 мужчин.
Средний доход на домохозяйство в округе составлял 33 407 USD, на семью — 40 234 USD. Среднестатистический заработок мужчины был 29 806 USD против 20 046 USD для женщины. Доход на душу населения составлял 16 627 USD. Около 7,50 % семей и 10,10 % общего населения находились ниже черты бедности, в том числе — 12,60 % молодёжи (тех, кому ещё не исполнилось 18 лет) и 4,90 % тех, кому было уже больше 65 лет.